# Kalojanovets
Kalojanovets (bulgariska: Калояновец) är ett distrikt i Bulgarien.   Det ligger i kommunen Obsjtina Stara Zagora och regionen Stara Zagora, i den centrala delen av landet, 190 km öster om huvudstaden Sofia.
Trakten runt Kalojanovets består till största delen av jordbruksmark. Runt Kalojanovets är det ganska tätbefolkat, med 90 invånare per kvadratkilometer.